# Kleiner Siepen
Kleiner Siepen ist eine Hofschaft im Stadtteil Gennebreck der Stadt Sprockhövel im Ennepe-Ruhr-Kreis, Nordrhein-Westfalen. 

## Lage und Beschreibung
Kleiner Siepen liegt im südlichen Teil des Sprockhöveler Stadtgebiets im Ortsbereich Herzkamp in der Herzkämper Mulde. Der Ort ist über eine Zufahrt erreichbar, die bei Brink von der Landesstraße L70 abzweigt und auch den Herzkamper Sportplatz anbindet. Östlich von Kleiner Siepen befindet sich die Hofschaft Großer Siepen. Weitere Nachbarorte sind Äckern, Erlen, Egen, Gennebreckmühle, Ochsenkamp und Einerfeld. 
Die Hofanlage grenzt im Norden an das Gelände eines größeren Gewerbebetriebs und an den Sportplatz an. 200 Meter westlich befand sich mit einem Schacht des Bergwerks Stöckerdreckbank der südlichste Förderschacht des gesamten Ruhrbergbaus.

## Geschichte
Kleiner Siepen gehörte im Mittelalter zum Besitz der Abtei Werden und war Teil der Villikation des Oberhof Einern.
Im Jahr 1655 wird erstmals ein gewisser Hermann im (kleinen) Siepen im Zusammenhang mit dem Abbau einer etwa fünf Fuß mächtigen Kohlebank erwähnt. Diese wurde über einen Stollen am Hütter Diek erschlossen. Das betreffende Flöz war damals unter den Namen Hütter oder Sieper Bank bekannt und wird heute als das sogenannte Hauptflöz klassifiziert.
Kleiner Siepen gehörte bis 1807 der Gennebrecker Bauerschaft innerhalb des Hochgerichts und der Rezeptur Schwelm des Amts Wetter in der Grafschaft Mark an. Von 1807 bis 1814 war Kleiner Siepen aufgrund der napoleonischen Kommunalreformen im Großherzogtum Berg Teil der Landgemeinde Gennebreck innerhalb der neu gegründeten Mairie Hasslinghausen im Arrondissement Hagen, die nach dem Zusammenbruch der napoleonischen Administration nun der Bürgermeisterei Haßlinghausen (ab 1844 Amt Haßlinghausen) im Landkreis Hagen (ab 1897 Kreis Schwelm, ab 1929 Ennepe-Ruhr-Kreis) angehörte.  
Kleiner Siepen erscheint auf der Niemeyersche Karte, Ausgabe Spezialkarte des Bergwerkdistrikts des Distrikts Blankenstein von 1788/89, als Blumenhof beschriftet mit drei Gebäuden. Der Ort ist auf der Preußischen Uraufnahme von 1840 als Im Siepen verzeichnet.  Ab der Preußischen Neuaufnahme von 1892 ist der Ort auf Messtischblättern der TK25 als kl. Siepen, Kleinensiepen oder zuletzt ab der Ausgabe 1983 als Kleiner Siepen verzeichnet. 
1818 und 1822 lebten neun Menschen im als Kotten kategorisierten Ort. Laut der Ortschafts- und Entfernungs-Tabelle des Regierungs-Bezirks Arnsberg von 1839 besaß der Ort drei Wohnhäuser und ein landwirtschaftliches Gebäude. Zu dieser Zeit lebten 47 Einwohner im Ort, allesamt evangelischer Konfession.
Die Gemeinde- und Gutbezirksstatistik der Provinz Westfalen führt 1871 Kleiner und Großer Siepen als Colonie Siepen mit 14 Wohnhäusern und 137 Einwohnern auf. Das Gemeindelexikon für die Provinz Westfalen gibt 1885 für Kleiner Siepen eine Zahl von 40 Einwohnern an, die in drei Wohnhäusern lebten.  1895 besitzt der Ort drei Wohnhäuser mit 31 Einwohnern, 1905 zählt drei Wohnhäuser und 20 Einwohner.
Am 1. Januar 1970 wurde das Amt Haßlinghausen aufgelöst und die amtsangehörige Landgemeinde Gennebreck mit Großer Siepen in die Stadt Sprockhövel eingemeindet.